# Xavier Giannoli
Xavier Giannoli (Neuilly-sur-Seine, 7 marzo 1972) è un regista e sceneggiatore francese.

## Biografia
Figlio di un giornalista e nipote del ministro gollista Roger Frey, Giannoli consegue il diploma in lettere alla Sorbona prima di avvicinarsi al cinema. Durante un periodo a L'Express, su consiglio di Angelo Rinaldi e Jean-Pierre Dufreigne crea una sua casa di produzione, la Elisabeth Films, con cui iniziare a produrre i propri cortometraggi.
Nel 1993 adatta un racconto di Jean-Paul Dubois nel il suo primo cortometraggio, Le Condamné, interpretato da Philippe Léotard e Christine Boisson. Dirige poi Mathilde Seigner in J'aime beaucoup ce que vous faites (1995) e François Cluzet in Dialogue au sommet (1996). Nel 1998, L'Interview con Mathieu Amalric vince la Palma d'oro e il Premio César per il miglior cortometraggio.
Esordisce infine nel lungometraggio nel 2003 con Corpi impazienti, che lancia le carriere dei suoi due giovani protagonisti, Laura Smet e Nicolas Duvauchelle. Attraverso la Elizabeth Films, Giannoli avrà una breve parentesi come produttore cinematografico, producendo Demonlover e Clean di Olivier Assayas. Ritrova poi Duvauchelle nel successivo Une aventure (2005), con Ludivine Sagnier.
Dirige poi due film per la EuropaCorp di Luc Besson; nel 2006 presenta in concorso al Festival di Cannes la commedia romantica Quand j'étais chanteur, con protagonisti Gérard Depardieu e Cécile De France e candidata a sette premi César; tre anni più tardi, torna a Cannes con À l'origine, ispirato a fatti di cronaca e con Cluzet nei panni di un truffatore.
La sua prima incursione nella commedia pura, Superstar (2012), che presenta in concorso alla Mostra del cinema di Venezia, si rivela però un flop commerciale a fronte di quello che era finora il budget più alto a sua disposizione, quasi 10 milioni di euro. Torna a Venezia nel 2015 con Marguerite, ispirato alla vita di Florence Foster Jenkins e vincitore di quattro César tra cui quello per la migliore attrice a Catherine Frot, e di nuovo nel 2021 con Illusioni perdute, dal romanzo omonimo di Honoré de Balzac. In mezzo, infila anche un film drammatico a tema religioso, L'apparizione (2018), interpretato da Vincent Lindon.

## Filmografia

### Regista e sceneggiatore

#### Cortometraggi
- Le Condamné (1993)
- Terre sainte (1994)
- J'aime beaucoup ce que vous faites (1995)
- Dialogue au sommet (1996)
- L'Interview (1998)

#### Lungometraggi
- Corpi impazienti (Les Corps impatients) (2003)
- Une aventure (2005)
- Quand j'étais chanteur (2006)
- À l'origine (2009)
- Superstar (2012)
- Marguerite (2015)
- L'apparizione (L'Apparition) (2018)
- Illusioni perdute (Illusions perdues) (2021)

### Produttore
- Demonlover, regia di Olivier Assayas (2002)
- Clean - Quando il rock ti scorre nelle vene (Clean), regia di Olivier Assayas (2004)
- La guerra è dichiarata (La guerre est déclarée), regia di Valérie Donzelli (2011) - produttore associato

### Attore
- Valerian e la città dei mille pianeti (Valérian et la Cité des mille planètes), regia di Luc Besson (2017)

## Riconoscimenti
- Festival di Cannes
  - 1998 – Palma d'oro al miglior cortometraggio per L'Interview
  - 2006 – In concorso per la Palma d'oro per Quand j'étais chanteur
  - 2009 – In concorso per la Palma d'oro per À l'origine
- Mostra internazionale d'arte cinematografica
  - 2012 – In concorso per il Leone d'oro per Superstar
  - 2015 – In concorso per il Leone d'oro per Marguerite
  - 2021 – In concorso per il Leone d'oro per Illusioni perdute
- Premio César
  - 1997 – Candidatura al miglior cortometraggio per Dialogue au sommet
  - 1999 – Miglior cortometraggio per L'Interview
  - 2007 – Candidatura al miglior film per Quand j'étais chanteur
  - 2007 – Candidatura alla migliore sceneggiatura originale per Quand j'étais chanteur
  - 2010 – Candidatura al miglior film per À l'origine
  - 2010 – Candidatura al miglior regista per À l'origine
  - 2010 – Candidatura alla migliore sceneggiatura originale per À l'origine
  - 2016 – Candidatura al miglior film per Marguerite
  - 2016 – Candidatura al miglior regista per Marguerite
  - 2016 – Candidatura alla migliore sceneggiatura originale per Marguerite
  - 2022 – Miglior adattamento per Illusioni perdute (Illusions perdues)
- Premio Lumière
  - 2022 – Migliore sceneggiatura per Illusioni perdute (Illusions perdues)